# 濁川カルデラ

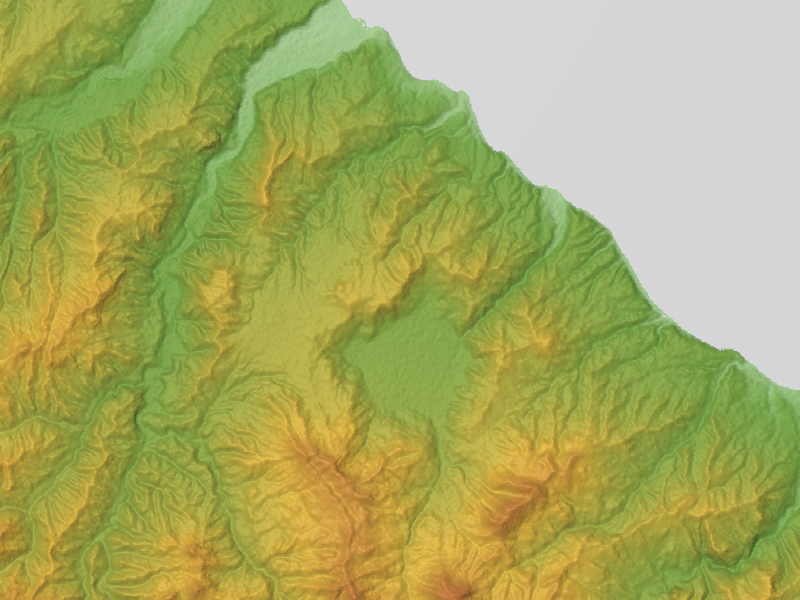
濁川カルデラの地形図

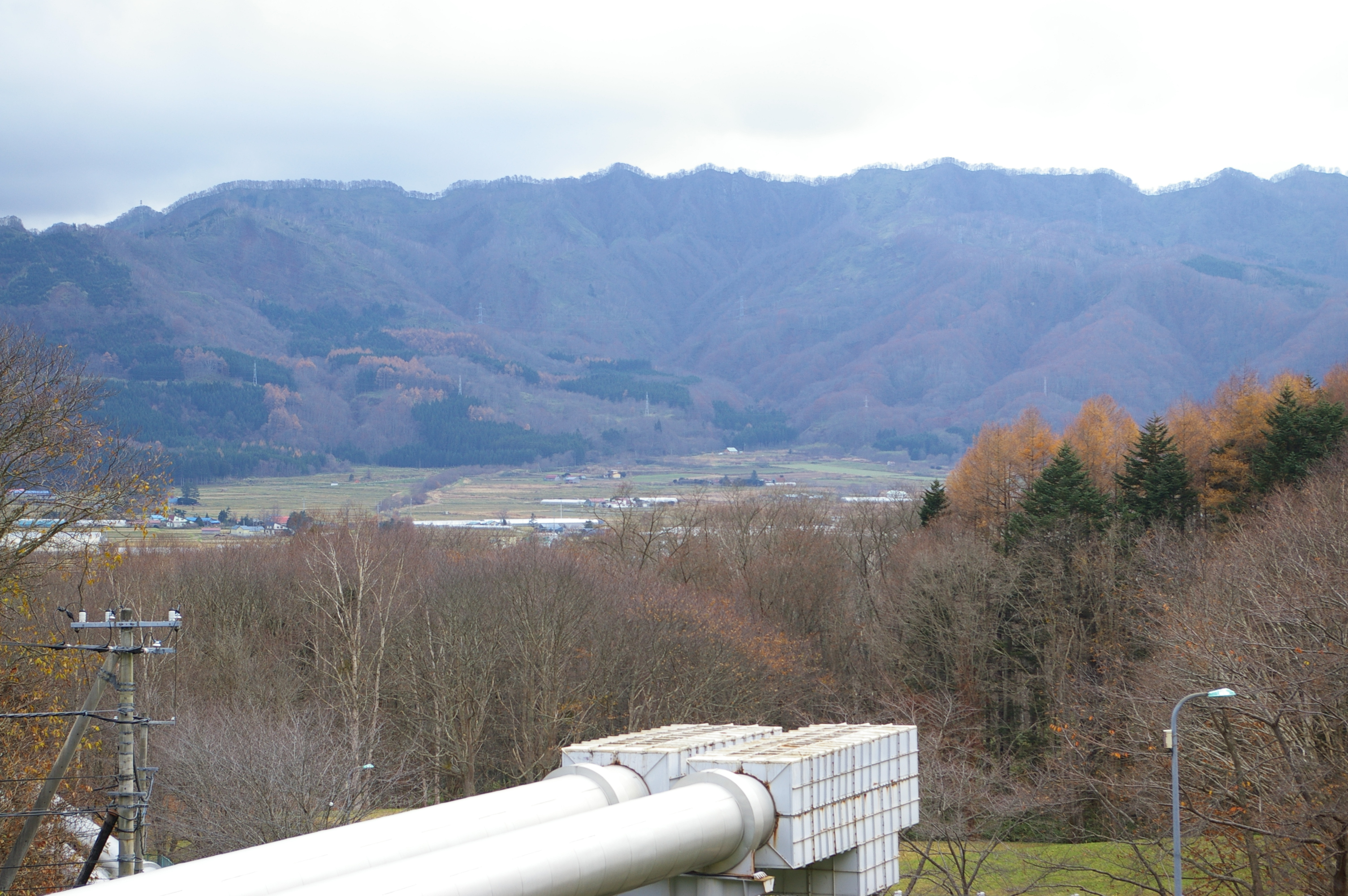
濁川カルデラ(森発電所より撮影)

濁川カルデラ（にごりがわカルデラ）は、北海道森町にある直径およそ2kmのカルデラである。カルデラの中で最小の部類の濁川型カルデラに分類され、濁川型の名前の由来にもなっている。

## 特徴
カルデラ壁は傾斜60度から70度、海抜-1000m（地下約1100m）での傾斜は約80度のじょうご型（ラッパを上に向けたトランペットとも呼ばれる）で標高は最高で376.7m。カルデラ底の標高はおよそ110m。地質は安山岩、デイサイトからなる。噴出物は、紫蘇輝石角閃石安山岩質の軽石・火山灰。
カルデラ内の地表は河川堆積物で埋められているが旧火道内部は、火山砕屑物や火山砕屑流堆積物で充填されている。濁川盆地内部には住宅のほか農地が存在し生活が営まれている。また、かつては硫黄鉱山が存在したほか随所から小規模な温泉が湧き出し濁川温泉がある。この豊富な地熱を利用した総出力　25,000kWの地熱発電所（森発電所）が昭和57年から運転中である。

## 噴火活動
活動時期は放射性炭素年代測定法により1万2千年前と推定される。
水分の多い水蒸気爆発で始まり、プリニー式噴火から火砕サージを噴出する爆発的噴火に移行しカルデラが形成された。カルデラ形成後は、外部由来の水分との接触による爆発的噴火が繰り返され、マグマ水蒸気爆発が起きた。噴出量は 10.9km3。
噴火活動との関連は不明であるが、2012年から2013年 M 3.6を最大とする、群発地震活動を観測している。